# Furlanština

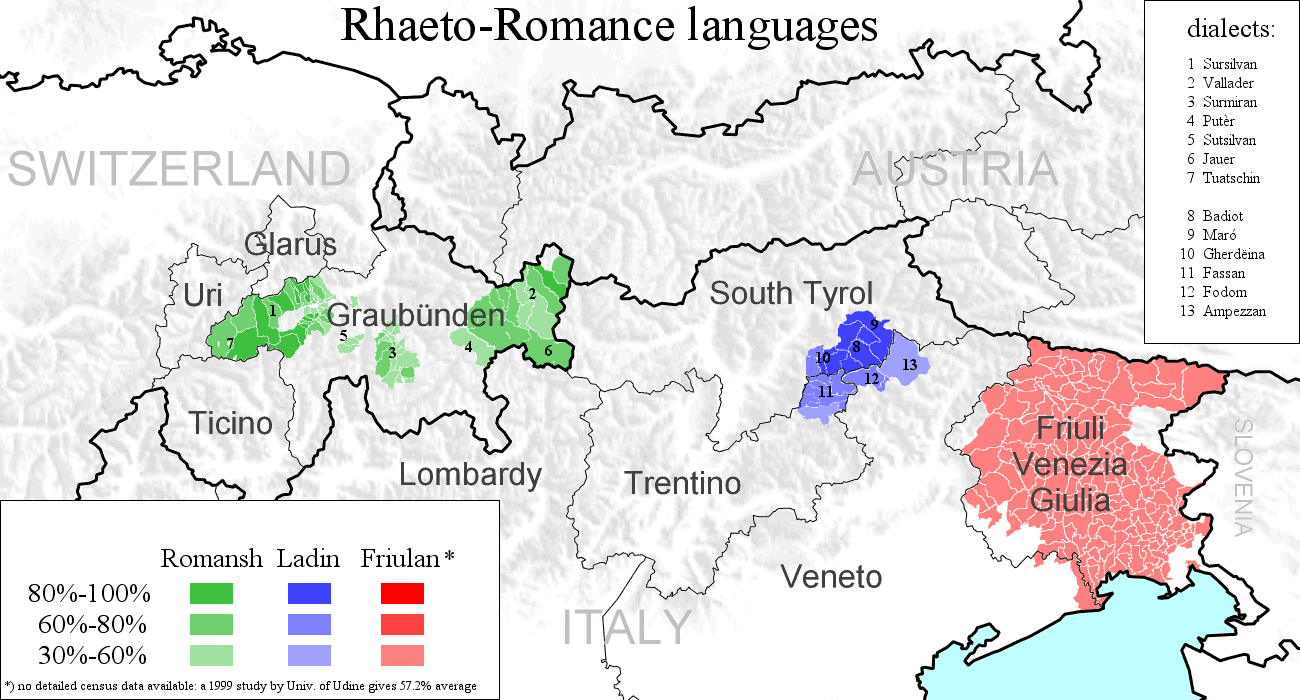
Rétorománské jazyky

Furlanština, též friulština (furlansky furlan nebo marilenghe doslova „mateřština“, italsky friulano, anglicky Friulian), je románský jazyk, jímž se mluví v částech italské oblasti Furlansko-Julské Benátsko (přibližně v okruhu 30 až 60 km okolo města Udine).
Svou archaičností je těsně spjata s jazyky ladinštinou (na Dolomitech) a románštinou (Švýcarsko). Tyto jazyky však spíše nelze považovat za dialekty téhož jazyka, rétorománštiny.

## Historie
Zatímco za dob stěhování národů hovořila elita germánskými jazyky, ať už Langobardi nebo krátkodobě Frankové, jindy se úředně užívalo latiny. Dvůr však nebyl určujícím elementem, prostý lid zůstával u staré latiny. Množství společných rysů s dalšími alpskými jazyky lze vysvětlit dlouhodobou izolací od paduánsko-benátských nížin. Rétský substrát, snad s etruským původem, je pravděpodobně výmyslem. Jazyk jednoznačně vyrostl na substrátu keltském či pokeltštěném od karnských Keltů a také od předrománských benátských, respektive paleobenátských kultur. Toponyma jmen furlanských nížin jsou rozličných původů, prokazatelně je tam zanechali i nikdy zde nevládnoucí Slované, Avaři a Maďaři.
Oproti jiným oblastem Itálie je furlanská oblast málo nářečně odlišná, čímž je myšleno, že dialekty jsou navzájem srozumitelné, asi tak jako čeština se slovenštinou. Literární furlanština se začíná rozvíjet v 15. století a je založena na centrálním dialektu v oblasti Udine, avšak první texty nižší administrativy se začaly objevovat už ve 12. století. Menší část těch nejcennějších textů je uchována v udinské městské knihovně Biblioteca civica di Udine.
Furlanskofonní oblast se úplně neshoduje s hranicí regionu Furlanska. Furlanštinou se nemluví v Julském Benátsku ani v západní části provincie Pordenone. Za hranicí regionu se naopak furlansky mluví v oblasti Portogruara samosprávně oddělené v 18. století. Do poloviny 19. století existoval i dialekt terstský a do konce tohoto století ještě dialekt sousedního města Muggia. V pobřežních lokalitách Marano, Grado a Monfalcone však byla benátština opravdu původní. K mírnému ústupu furlanštiny před benátským dialektem dochází na západě, na druhou stranu své pozice získává směrem na východ a na sever na úkor slovinštiny s 50 tisíci a němčiny s třemi tisíci mluvčími.
Donedávna byla furlanština mateřským jazykem tří čtvrtin Furlanska. Ovšem za dvacet let (od výzkumu Institutu mezinárodní sociologie v Gorici v letech 1977 a 1986 a poté studie ekonomického oddělení Univerzity Udine v roce 1998) s rozvojem komunikačních médií ztrácela 1 % podílu ročně. Číselně vyjádřená situace v regionu Furlansko bez Julského Benátska: 
57,2 % (původně 75 %) pravidelných mluvčích, celkem 430 tisíc lidí; 
20,3 % příležitostných mluvčích;
19,9 % rozumějících, avšak jazyk nepoužívajících;
2,6 % zcela nerozumějících furlanštině.

## Fonologický a fonetický charakter
Charakteristický úpadek samohlásek na konci slov, kromě a, měl za důsledek vytvoření stříšky (dlouhého vokálu) nad samohláskou uprostřed slova pro odlišení od podobně znějících slov, která však na této prostřední samohlásce mají přízvuk (â, ê, î, ô, û). Zvláštní furlanské dvojhlásky na místě přízvuku se vytvořily na rozdíl od italštiny. Podobný jev je však vidět například ve španělštině. Nejčastější ie je v italštině zredukováno na e. Dalším změkčením je patrová výslovnost kja a gja namísto ka a ga (jedná se pouze o spojení se samohláskou a). Furlanština, stejně jako dolomitská ladinština, zakonzervovala latinské spojení souhlásek s l, tam kde je v italštine nahrazeno vyslovovaným j – např. flôr (it. fiore, květina, flóra, latinský originál flore).

## Gramatika
Signifikantním morfologickým znakem je rozlišování mužského a ženského rodu. Mužský rod končí vždy na souhlásku, rod ženský přidává koncovku e, oproti italskému o-a/e-e (například alt – alte, it. alto – alta, česky vysoký – vysoká). U ženského rodu se velmi často pozměňuje ona souhláska, na níž končí rod mužský (mieç – mieze, blâf – blave, blanc – blancje). Pozoruhodná je tvorba množného čísla přidáním s, což se zakonzervovalo z latiny, podobně jako v ladinštině, výjimkou jsou některá slova v singuláru končící na l, li a t, ty se transformují na i, i, cj.
Ke slovesnému tvaru je nutno připojit zájmeno pro podmět. Toto zájmeno se také může připojit za sloveso, podobně jako ve francouzštině; to se používá především v tázacím způsobu, proto někdo tuto inverzní formu považuje za samostatný tázací čas.
| Česky       | Italsky     | Furlansky, inverze        | Francouzsky, inverze             |
| ----------- | ----------- | ------------------------- | -------------------------------- |
| (já) zpívám | (io) canto  | (jo) o cjanti,cjantio     | (moi) je chante,chanté-je        |
| (ty) zpíváš | (tu) canti  | (tu) tu cjantis,cjantistu | (toi) tu chantes,chantes-tu      |
| (on) zpívá  | (lui) canta | (lui) al cjante,cjantial  | (lui) il chante,chante-t-il      |
| (ona) zpívá | (lei) canta | (jê) e cjante,cjantie     | (elle) elle chante,chante-t-elle |

Furlanský jazyk lze od svého italského souseda odlišit i ve způsobu užívání jednotlivých slovesných časů. Stejně jako v italštině se lze setkat s konjunktivem (nejčastěji po předložce že pro vyjádření nejistoty); konjunktiv imperfekta i plusquamperfekta se k tomu ještě navíc opět vyskytuje v inverzní formě, čemuž se říká optativ, typický například pro starou řečtinu nebo kavkazské jazyky (je ho možné také připodobnit k aoristu současné bulharštiny a středověké češtiny). Největším úderem příznivcům myšlenky, že by snad furlanština byla jen nářečím italštiny, je nepopiratelný fakt výskytu dvojitého složeného času v běžné mluvě. Dvojitý složený čas se utvoří pomocí již zmiňovaného nezbytného osobního zájmena, pomocného slovesa a dvou příčestí minulých. Je těžko pochopitelný i Italům a používá se ve specifických situacích; přibližně si ho lze představit jako čas vyjadřující aspekt náhodného či neočekávaného děje.

## ARLeF
Prezidentským dekretem byla v roce 2005 ustanovena instituce pro podporu furlanského jazyka a jeho každodenního užívání ARLeF (Agjenzie Regjonâl pe lenghe furlane, Regionální agentura pro furlanský jazyk). Instituce organizuje konference a semináře propagující jazyk, hudební a filmové festivaly, vydává populárně-naučné publikace, kalendář a časopis vědecké obce, aktualizuje italsko-furlanský slovník, pořádá výukové kurzy pro učitele společně s udinskou univerzitou, vytváří vědecké dokumentace, především zdokonaluje internetový toponomastický atlas. Organizace se účastní společných setkání institutů menšinových evropských jazyků i žurnalistů.

## Příklady

### Číslovky
| Furlansky | Česky |
| un        | jeden |
| doi       | dva   |
| trê       | tři   |
| cuatri    | čtyři |
| cinc      | pět   |
| sîs       | šest  |
| siet      | sedm  |
| vot       | osm   |
| nûf       | devět |
| dîs       | deset |

## Vzorový text
Otčenáš (modlitba Páně):
Pari nestri, che tu sês in cîl,
che al sedi santifiât il to nom.
Che al vegni il to ream,
che e sedi fate la tô volontât
sicu in cîl cussì ancje in tiere.
Danus vuê
il nestri pan cotidian,
e pardoninus i nestris debits,
sicu ancje nô ur ai pardonìn
ai nestris debitôrs,
E no stâ menânus in tentazion,
ma liberinus dal mâl.

### Všeobecná deklarace lidských práv
| furlansky | Ducj i oms a nassin libars e compagns come dignitât e dirits. A àn sintiment e cussience e bisugne che si tratin un cul altri come fradis. |
| česky     | Všichni lidé se rodí svobodní a sobě rovní co do důstojnosti a práv. Jsou nadáni rozumem a svědomím a mají spolu jednat v duchu bratrství. |